# Van-Eck-Phreaking
Van-Eck-Phreaking ist eine Technik zur elektronischen Spionage, bei der unbeabsichtigte elektromagnetische Abstrahlungen empfangen werden. Sie gehört somit zur Gruppe der Seitenkanalattacken.

## Funktionsweise
Alle elektrischen Geräte, insbesondere Computerbildschirme bzw. Röhrenmonitore oder ungeschirmte Datenleitungen, senden elektromagnetische Wellen aus. Diese sogenannte kompromittierende Abstrahlung kann mit geeigneten Empfangseinrichtungen auch über größere Entfernungen (bis über 100 m) hinweg aufgefangen werden, um den Datenverkehr abzuhören. Insbesondere kann ein Angreifer das Videosignal rekonstruieren, oder durch das ungewollte Abstrahlen von Signalleitungen die verarbeiteten Informationen abgreifen.
Neben dieser Abstrahlung gibt es auch kompromittierende leitungsgebundene Störungen wie Schwankungen in der Stromaufnahme.
Das Bundesamt für Sicherheit in der Informationstechnik (BSI) empfiehlt in den IT-Grundschutz-Maßnahmenkatalogen den Einsatz (nach Zonenmodell Zone 1, siehe unten) geschützter Rechner für sensible Bereiche.

## Geschichtliches
Der Begriff geht auf einen Aufsatz des niederländischen Wissenschaftlers Wim van Eck zurück, der diese Technik 1985 zum ersten Mal beschrieb und auch vor den Folgen warnte. Ein geheimes Forschungsprogramm der NSA namens Tempest beschäftigt sich seit langem mit dieser Technik. 1996 wurde sie auf der DefCon IV, einer Konferenz der Hacker-Gemeinde, erfolgreich demonstriert. TEMPEST ist laut Regierung der USA kein Akronym, es lassen sich allerdings zahlreiche Backronyme finden (z. B. Temporary Emanation and Spurious Transmission).

## Schutzmöglichkeiten
- Kryptographie ist als Schutzmaßnahme wirkungslos, da hier nicht ein verschlüsselt übertragener Datenstrom in einem Netzwerk abgehört wird, sondern elektromagnetische Abstrahlungen eines Computerbildschirms, auf dem die entsprechenden Daten notwendigerweise unverschlüsselt für den Benutzer vorliegen. Kryptographie kommt auf dieser Ebene nicht zum Tragen.
- Eine wirksame, aber auch kostenaufwändige Schutzmaßnahme ist die komplette Isolierung des Arbeitsraumes (nach dem Prinzip des Faradayschen Käfigs), der elektromagnetische Wellen wirkungsvoll abschirmt, wobei für die Fenster des Arbeitsraumes z. B. transparente Metallfilm-Beschichtungen angewendet werden können.
- Auf Geräteebene konzentriert sich die Abschirmung auf die abstrahlenden Komponenten wie Grafikkarte, Kabel und Monitor. Hierfür wird das Rechnergehäuse entsprechend HF-dicht isoliert und Kabel mit Folien und Geflechtschirmung verwendet.
- Strahlungsarme bzw. abstrahlgeschützte Geräte können ggf. das Van-Eck-Phreaking erschweren. Strahlungsarmut darf dabei aber nicht an Richtlinien gemessen werden, wie sie bei der Vergabe von Gütesiegeln wie MPR II oder TCO gelten. Die Vorgaben, die für diese Gütesiegel gelten, setzen Grenzwerte zur Vermeidung gesundheitsschädlicher Strahlenemissionen von Computerbildschirmen fest. Schutz vor kompromittierender Abstrahlung ist nicht Bestandteil dieser Gütesiegel.
- Das BSI hat für den militärnahen Bereich als Umsetzung der NATO-Zulassungsstufen in ein deutsches Modell das Zonenmodell mit drei wesentlichen Zonen entwickelt (Die Standards wurden Ende 2006 umbenannt, die alten NATO-Standards sind in den Klammern aufgeführt):
  - Zone 0 – NATO SDIP 27 Level A (AMSG 720B) Einsatzort ohne besondere Anforderungen
  - Zone 1 – NATO SDIP 27 Level B (AMSG 788) Einsatzort muss leicht geschützt liegen (äquivalent 20 m Freiraumdämpfung)
  - Zone 2 – NATO SDIP 27 Level C (AMSG 784) Einsatzort muss erheblich geschützt liegen (äquivalent 100 m Freiraumdämpfung)

Deren Unterscheidung findet sich hauptsächlich (Ausnahme Zone 0) in der Begrenzung der erlaubten Abstrahlung auf bestimmte Stärken bei bestimmten Bandbreiten. Die genauen Grenzwerte der Standards sind als vertraulich eingestuft. Zone-0-Geräte werden zusätzlich per Korrelator auf informationstragende Strahlungsspitzen hin untersucht und diese eliminiert.
Für die Einhaltung der Standards kann beim BSI ein zugelassenes Prüfunternehmen angefragt werden, welches die entsprechende Hardware den nötigen Tests unterzieht und auf Wunsch auch entsprechend umbaut. Für den zivilen, wirtschaftlichen Bereich ist ebenfalls eine Vermessung nach NATO-Standards möglich. Das BSI verzeichnet hierzu derzeit ein auf diesem Markt aktives Prüfunternehmen.
- Ebenfalls wirkungsvoll bei Analogansteuerung können Tiefpassfilter als Schutzmaßnahme eingesetzt werden, die jedoch mit zum Teil starken Qualitätseinbußen in der Detailerkennbarkeit einhergehen. Vor allem Textdarstellungen auf dem Bildschirm, die vorwiegend aus hochfrequenten Frequenzanteilen bestehen, werden durch Einsatz eines Tiefpassfilters für Abhörangriffe schwer erkennbar gemacht. Für den Anwender am Arbeitsplatz ergibt sich jedoch der Nachteil, dass der Tiefpassfilter insbesondere Textdarstellungen unscharf erscheinen lässt und deshalb wenig augenschonend ist. Für den ständigen Einsatz am Arbeitsplatz ist dieses Verfahren also nicht geeignet. Ebenso schützt es nur das Videosignal vor kompromittierender Abstrahlung.
- Einen einfach umzusetzenden Schutz für analoge Anzeigegeräte bieten tempestsichere Zeichensätze, bei denen das Konturenumfeld der einzelnen Zeichen entsprechend angepasste Farbverläufe aufweist. Das sichtbare Ergebnis ähnelt einer zweidimensionalen Tiefpassfilterung und macht die Textdarstellung im Einzelfall unscharf. Dieser Schutz ist allerdings bei digital angesteuerten Displays hinfällig, da hier auch die wieder digitalisierten Pixel-Daten das Signal erzeugen können. DVI-D-angesteuerte Displays arbeiten mit einer anderen Signalübertragung (Bitkodierung), welche Bitmuster für jeden Farbton, auch Schwarz und Weiß, erzeugt. Daher kann durch diese Schriftarten sogar eine Verschlimmerung stattfinden, wenn die in den Farbverläufen genutzten Farben ein Bitmuster verwenden, welches sich im abgehörten Spektrum stark vom Bitmuster der Hintergrundfarbe unterscheidet. Helligkeitsstufe und Farbton lassen keinen Rückschluss auf die Bitkodierung zu.
- Gegen kompromittierende leitungsgebundene Störungen helfen Netzfilter und Oberwellenfilter.
- Weitere Möglichkeiten zum Schutz sind Störsender. Störsender sind so ausgelegt, dass diese auf einer Frequenz (oder einem Frequenzspektrum) ausstrahlen, die der des Monitors entspricht, jedoch mit wesentlich höherer Amplitude. Da vom Fernmeldegesetz Restriktionen hinsichtlich der erlaubten Sendestärke vorgegeben werden, können ggf. Störsender nur eingeschränkt betrieben werden und lassen so einen möglichen Spielraum für Lauscher zu, die versuchen können, das gewünschte Signal herauszufiltern bzw. herauszurechnen. In diesem Fall ist es sinnvoll, Störsender und die vom Monitor abgestrahlten Frequenzen in Wechselbeziehung zueinander zu bringen. Dies geschieht dadurch, dass man die RGB-Signale, die den Monitor steuern, gleichzeitig dem Störsender zuführt und ihn damit moduliert. Alternativ dazu kann man den Störsender mit einem Rauschsignal modulieren, so dass ein breitbandiges Störspektrum entsteht.

## Verbreitung in den Medien
- Van-Eck-Phreaking wurde in Spionage-Thrillern immer wieder thematisiert, prominentes Beispiel ist der Roman Cryptonomicon von Neal Stephenson.
- In der Dokumentation Geheimsache D wird das Thema innerhalb des Spionagekomplexes für etwa zwei Minuten angesprochen.
- Diverse Zeitschriften des Heise-Verlages, darunter vorwiegend die Computer- und Technik-Zeitschrift c’t, haben das Thema mehrfach aufgegriffen.[5]
- 2006 berichtete der Spiegel über eine Abhördemonstration und das Thema TEMPEST.[6]
- Die Sender MDR (hier ab 4), Sat1 (17:30) sowie DMAX (D-Tech) berichteten Mitte 2006 mit diversen Berichten über einen Demonstrationsabhöraufbau.
- Nachricht des Nachweises der Abhörung von kabelgebundenen Tastaturen an der ETH Lausanne[7]
- Das Chaosradio des Chaos Computer Clubs thematisierte TEMPEST in Folge CR148.[8]
- In Folge 1×11 Chancengleichheit der TV-Serie Numbers wird ein Computerbildschirm mittels Van-Eck-Phreaking überwacht, das Verfahren wird in der Folge kurz erklärt.
- In der Autobiographie Permanent Record von Edward Snowden wird auf Van Eck Phreaking als von amerikanischen Geheimdiensten eingesetzte Methode verwiesen.[9]